# Viburnum (Missouri)
Viburnum è un comune degli Stati Uniti d'America, situato nello Stato del Missouri, nella contea di Iron.